# Бонг, Гаэтан
Гаэта́н Бонг Сонго́ (фр. Gaëtan Bong Songo; 25 апреля 1988, Сакбайеме, Камерун) — камерунский футболист, защитник. Выступал за национальную сборной Камеруна.

## Клубная карьера
Карьеру игрока Гаэтан Бонг начал с молодёжного состава «Меца», а затем перешёл и в основную команду. В 2008 году он был отдан в аренду на один сезон в «Тур».
28 июля 2009 года Гаэтан Бонг подписал контракт с «Валансьеном». Сумма трансфера составила 700 000 евро. Первый гол в составе «Валансьена» он забил 20 января 2010 года в матче чемпионата Франции против «Булони» и помог одержать победу своему клубу ос счётом (2:0). В июле 2015 подписал контракт с клубом «Брайтон энд Хоув Альбион».

## Международная карьера
Гаэтан Бонг вызывался в молодёжную сборную Франция. Единственный матч за «трёхцветных» Бонг провёл 12 августа 2009 года против сборной Польши, выйдя на замену на 56-й минуте матча.
В 2010 году Бонг решил выступать за сборную Камеруна и был приглашён в состав Поль Ле Гуэном. В мае 2010 года Гаэтан Бонг был включён в заявку команды на финальный турнир чемпионата мира в ЮАР.

## Статистика

### Матчи за сборную
| №  | Дата            | Оппонент              | Счёт | Голы | Соревнование              |
| -- | --------------- | --------------------- | ---- | ---- | ------------------------- |
| 1  | 1 июня 2010     | Португалия            | 1:3  | —    | Товарищеский матч         |
| 2  | 5 июня 2010     | Сербия                | 3:4  | —    | Товарищеский матч         |
| 3  | 24 июня 2010    | Нидерланды            | 1:2  | —    | Финальные матчи ЧМ-2010   |
| 4  | 11 августа 2010 | Польша                | 3:0  | —    | Товарищеский матч         |
| 5  | 9 февраля 2011  | Македония             | 1:0  | —    | Товарищеский матч         |
| 6  | 4 июня 2011     | Сенегал               | 0:0  | —    | Отборочные матчи КАН-2012 |
| 7  | 3 сентября 2011 | Маврикий              | 5:0  | —    | Отборочные матчи КАН-2012 |
| 8  | 7 октября 2011  | ДР Конго              | 3:2  | —    | Отборочные матчи КАН-2012 |
| 9  | 11 октября 2011 | Экваториальная Гвинея | 1:1  | —    | Товарищеский матч         |
| 10 | 14 ноября 2012  | Албания               | 0:0  | —    | Товарищеский матч         |
| 11 | 8 сентября 2013 | Ливия                 | 1:0  | —    | Отборочные матчи ЧМ-2014  |
| 12 | 29 мая 2014     | Парагвай              | 1:2  | —    | Товарищеский матч         |

Итого: сыграно матчей: 12 / забито голов: 0; победы: 5, ничьи: 3, поражения: 4.

## Достижения
- Чемпион Греции: 2013/14